# Дзиговський Олександр Миколайович
Олександр Миколайович Дзиговський (15 лютого 1953 — 29 грудня 2020) — український археолог, професор, доктор історичних наук. Член Європейської асоціації археологів.

## Життєпис
Народився в місті Гайворон, нині Кіровоградської області.
У 1975 році закінчив історичний факультет Одеського державного університету за спеціальністю «Історія». Протягом 1975—1976 року вчителював у сільській школі.
З 1976 по 2000 роки працював в Інституті археології АН УРСР: старший лаборант, молодший науковий співробітник, науковий співробітник, старший науковий співробітник. Очолював археологічні експедиції, які досліджували пам'ятки давнини в зонах новобудов південно-західної України.
З 2000 року працював на історичному факультеті Одеського національного університету, з 2004 року — професор кафедри археології та етнології України. Викладав ним же розроблений загальний курс археології, спеціальні курси з історії та археології кочовиків євразійських степів епохи ранньої залізної доби і раннього середньовіччя, за методикою камеральної обробки і лабораторними дослідженнями археологічних матеріалів.
Помер в Одесі, внаслідок важких ускладнень, спричинених Covid-19.

## Наукова діяльність
У 1988 році захистив кандидатську дисертацію на тему «Сарматські племена Північно-Західного Причорномор'я (за даними могильників)».
У 2003 році захистив докторську дисертацію на тему «Історія сарматів Карпатсько-Дніпровського реґіону».
Головним напрямком наукової діяльності О. М. Дзиговського було вивчення старожитностей сарматських племен, які мешкали на просторах між Карпатами і Дніпром. За цією проблематикою ним було опубліковано понад 100 наукових статей, вийшли друком 2 авторських монографії та 6 монографій у співавторстві.

## Основні праці

### Монографії
1. Курганы приморской части Днестро-Дунайского междуречья. — К.: Наукова думка, 1992. — 92 с. (в співавторстві з Л. В. Суботіним та В. П. Ванчуговим).
2. Археологические древности Буджака. Курганы восточного побережья озера Сасык. — Одесса, 1995. — 134 с. (у співавторстві з Л. В. Суботіним та А. С. Островерховим).
3. Археологические древности Буджака. Курганы у сел Вишневое и Белолесье. — Одесса, 1998. — 173 с. (у співавторстві з Л. В. Суботіним та А. С. Островерховим).
4. Культура сарматів Північно-Західного Причорномор'я. — Одеса, 2000. — 169 с.;
5. Стеклянная посуда как историческое явление в памятниках скифо — сарматского времени Украины, Молдовы и Российского Подонья (VI в. до н.э. — IV в. н.э.). — Одесса, 2000. — 257 с. (у співавторстві з А. С. Островерховим).
6. Очерки истории сарматов Карпато-Днепровских земель. — Одесса, 2003. — 240 с.
7. Археологічні пам'ятки Тилігуло-Дністровського межиріччя. — Одеса: Астропринт, 2003. — 218 с. (у співавторстві з Т. Л. Самойловою, С. П. Смольяніновою та В. П. Ванчуговим).
8. Никоний римской эпохи. — Одесса, 2008. — 223 с. (у співавторстві з І. В. Бруяко та Н. М. Секерською).

### Основні статті
1. Могильник сарматської знаті поблизу античної Тіри // Старожитності Причорномор'я. — Одеса, 1995. — С. 9-17.
2. Хронология сарматских древностей левобережья Нижнего Днестра // Никоний и античный мир Северного Причерноморья. — Одесса, 1997. — С. 274—277.
3. Социальная структура сарматского общества Северо-Западного Причерноморья // Записки історичного факультету / ОДУ ім. І. І. Мечникова. — Вип. 5. — Одеса, 1997. — С. 24-30.
4. Сарматы Северо-Западного Причерноморья в произведениях античных авторов // Древнее Причерноморье. — Одесса, 1998. — С. 46-50.
5. Скотарі та землероби південного заходу України на рубежі ер (до проблеми трансформації господарства кочовиків) // Четвертий Міжнародний конгрес україністів. Доповіді та повідомлення. — Південь України. Одеса. — Одеса: Астропринт, 1999. — С. 34-41.
6. Сарматські старожитності південного заходу України // Археологія та етнологія Східної Європи. — Одеса: Астропринт, 2000. — С. 57-70.
7. The roman-dacian wars and the sarmatians of the North-Western Black Sea Coast // 8th Annual Meeting European Association of archaeologists. — Thessaloniki, 2002. — P. 207—208.
8. Ладья в погребальных обрядах древнего и средневекового населения Восточной Европы // Stratum plus. — 2003. — № 3. — С. 425—451 (у співавторстві з А. С. Островерховим).
9. Еще раз к хронологии позднейших сарматских древностей Буджака // Stratum plus. — 2003. — № 4. — С. 315—334 (у співавторстві з О. О. Васильєвим).
10. Синергетика сарматского погребального комплекса из Михайловки // Kimerowie, scytowie, sarmaci. — Krakow, 2004. — С. 115—132 (у співавторстві з А. С. Островерховим).
11. Sarmatians on the West of the Eurasian Steppe belt (The beginning of story) // BAR International Series. — 2004. — Vol. 1224. — P.147-154.
12. Проблеми історії та археології сарматів в Одеському (Новоросійському) університеті // Записки історичного факультету / ОНУ імені І. І. Мечникова. — Одеса, 2005. — Вип. 16. — С. 14-24.
13. Дослідження історії сарматів Північного Причорномор'я в історичних працях ХІХ — першої третини ХХ ст. // Чорноморська минувшина. Записки відділу козацтва на Півдні України. — Одеса, 2006. — С. 5-11.
14. О символике камней и семантике изображений на двух геммах из сарматских погребений Северного Причерноморья // Древнее Причерноморье. — Одесса, 2006. — С. 56-62 (у співавторстві з А. С. Островерховим).
15. До сарматського сакрального матеріалознавства і колористики // Лукомор'я: археологія, етнологія, історія Північно-Західного Причорномор'я. — Одеса: Паллада, 2007. — С. 11- 43 (у співавторстві з А. С. Островерховим).
16. Constantine the great and Rausimodus, Sarmatarum rex // Analele Univerhitaţii Dunarea de jos din Galaţi. — Seria 19. — Istorie. T. VI. — 2007. — P. 27-31.
17. Заметки по истории городища Картал в римское время // Древнее Причерноморье. — Одесса, 2008. — С. 74-79 (у співавторстві з І. В. Бруяко).
18. Железный предмет из Окницы, «клад» из Бузэу и сарматы Северо-Западного Причерноморья // Материалы по археологии Северного Причерноморья. — Вып. 9. — Одесса, 2009. — С. 147—154.
19. «Странные комплексы»: о семантике предметов и памятников в целом // Stratum plus. — 2010. — № 3. — С. 145—174 (у співавторстві з А. С. Островерховим).
20. Раскопки кургана в окрестностях городища Картал // Stratum plus. — 2011. — № 2. — С. 273—278 (у співавторстві з І. В. Бруяко).
21. Из истории Буджака последней трети IV в. н.э. // Золото, конь и человек. — К.: КНТ, 2012. — С. 439—449.
22. Сарматы // Древние культуры Северо-Западного Причерноморья. — Одесса, 2013.
23. Римский кастель у с. Орловка // Древние культуры Северо-Западного Причерноморья. — Одесса, 2013 (у співавторстві з І. В. Бруяко).
24. Гунны // Древние культуры Северо-Западного Причерноморья. — Одесса, 2013 (у співавторстві з О. К. Савельєвим).
25. Седая древность: история буджацких земель и памятники археологии // Буджак: историко-этнографические очерки народов юго-западных районов Одесщины. — Одесса: PostScriptUm — СМИЛ, 2014. — С. 57-80.
26. О юго-западной границе царства Фарзоя // Матеріали міжнародної наукової конференції «Сарматія від Алтаю до Дунаю» (до 30-річчя відкриття «царських» поховань біля с. Пороги Ямпільського району). — Вінниця, 2014. — С.12-13.
27. Гончарная печь римского времени из Картала (к истории городища в III в. н.э.) // Материалы по археологии Северного Причерноморья. — Одесса, 2015. — Вып. 13 (соавтор: Бруяко И. В.).
28. Царство Фарзоя: полвека спустя // Стародавнє Причорномор'я. — 2016. — Вип. XI. — С. 180—188.
29. Studia Baltica et Pontica (сармато-германский комплекс на городище Картал в низовьях Дуная) // Stratum plus. — 2017. — № 4. — С. 233—264 (співавтори Бруяко І. В., Мадида-Легутко Р.).
30. Древние оборонительные сооружения переправы через Дунай у озера Картал // Археологія і давня історія України. — 2018. — Вип. 1 (26). — С. 175—187 (соавтор Сапожников И. В.).
31. Нарис історії Буджака римського часу // Археологія, етнологія та охорона культурної спадщини Південно-Східної Європи: збірка наукових робіт, присвячена 25-річчю кафедри археології та етнології України Одеського національного університету імені І. І. Мечникова. — Одеса: Одеський національний університет імені І. І. Мечникова, 2018. — С. 157—169.
32. Central European Belt Fittings from Sarmatian Burial at Kartal on the Lower Danube // Wiadomosci Archeologiczne. — 2018. — T. LXIX. — P. 25-50 (співавтори I. Bruako, R. Madyda-Legutko).
33. Дві групи пам'яток пізньоримського часу у верхів'ях долини р. Тилігул // Археологія і давня історія України. — 2019. — Вип. 4 (33). — С. 200—221 (співавтор І. В. Сапожников).